# Río Rojo (Misisipi)
El río Rojo (del inglés: Red River), también llamado río Rojo del Sur para diferenciarlo del río Rojo del Norte, es un río del Sur de Estados Unidos que fluye en dirección sureste a través de Texas, Oklahoma —forma la frontera entre estos dos estados—, Arkansas y Luisiana hasta desaguar en los ríos Misisipi y Atchafalaya. Con una longitud de 2190 km, es uno de los diez ríos más largos de los Estados Unidos y drena una cuenca de 78 590 km².

## Geografía

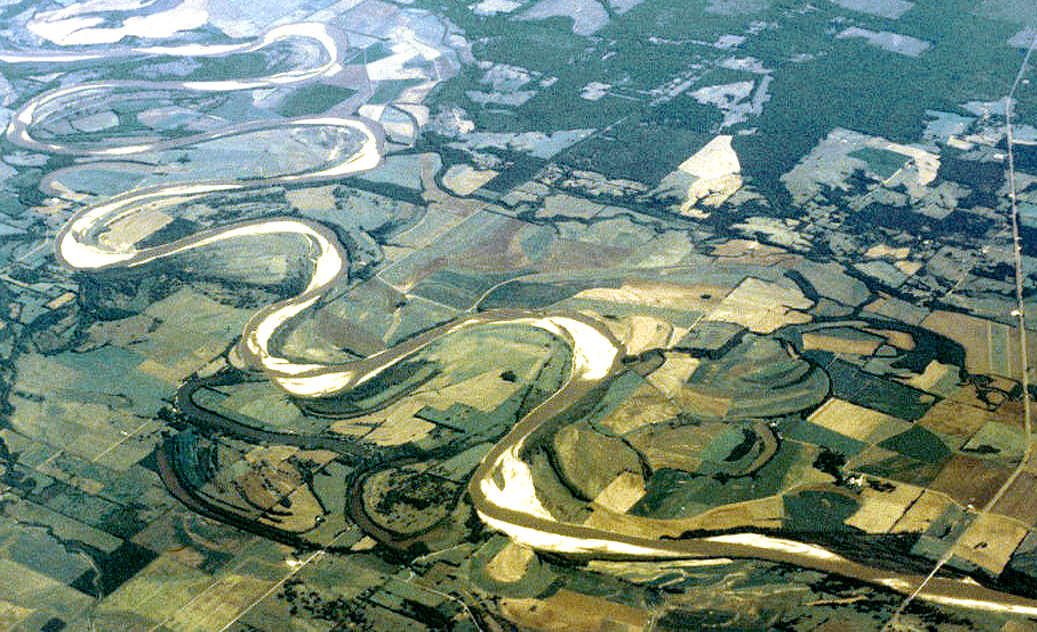
Vista aérea de un tramo del río a finales de la década de 1980

El río Rojo nace de la confluencia de dos ramales (bifurcaciones) en el Panhandle de Texas, el río Salt Fork Red (311 km) y el North Fork Red (411 km). Ya como río Rojo, fluye hacia el este formando la frontera entre los estados de Texas y Oklahoma, y brevemente entre Texas y Arkansas. En Fulton (Arkansas), el río gira hacia el sur, hacia Luisiana, para desaguar en los ríos Atchafalaya y Misisipi. La longitud total de este recorrido es 2190 km. El río adquiere su nombre de la arcilla roja de las tierras de labranza de su cuenca hidrográfica. Desde 1943 el río Rojo ha sido represado por la presa Denison para formar el lago Texoma, un gran embalse de 360 km², a unos 110 km al norte de Dallas. Otros embalses sirven como control de inundaciones en varios de los afluentes del río. El río Rojo tiene un caudal medio de casi 200 m³/s.

### Afluentes
Los principales afluentes del río Rojo, en dirección aguas abajo, son los siguientes:
- río Little Red de 48 km de longitud (discurre en Texas);
- río Prairie Dog Town Fork Red de 193 km (discurre en Texas);
- río Salt Fork Red, de 311 km (discurre en Texas y Oklahoma);
- río North Fork Red, de 436 km (discurre en Texas y Oklahoma);
- río Pease, de 161 km (discurre en Texas);
- río Washita, de 475 km (en Oklahoma y Arkansas);
- río Wichita, de 140 km (en Texas);
- río Kiamichi, de 285 km (en Oklahoma);
- río Little Wichita;
- río Little (río Red), de 349 km (en Arkansas y Oklahoma);
- río Sulphur, de 152 km (en Texas y Arkansas);
- bayou Loggy (a través del lago Bistineau y el bayou Dorcheat), de aprox. 235 km en total;
- río Ouachita (también conocido como río Black en su parte baja), con una longitud de 974 km (en Arkansas y Luisiana)

## Historia

### Nativos americanos
Las culturas nativas a lo largo del río fueron diversas, desarrollando adaptaciones especializadas a los muchos y variados entornos. En la época del contacto europeo, el este de Piney Woods estaba dominado por las numerosas tribus históricas de la Confederación caddoana. Hallaron caza y pesca abundante, y también tenía buena tierra para cosechas esenciales. La parte media del río Rojo estaba dominada por los wichitas y tonkawas. Esta zona era de pradera, donde los nativos americanos construían sus tipis portátiles y temporales. Practicaban una agricultura limitada y seguían a la caza en la temporada, ciclos de caza nomádica. La división de Llanuras de los apaches lipanes dominó la zona oeste del río Rojo hasta el siglo XVIII, cuando fueron desplazados por la invasión de los comanches desde el norte.

### Exploración y colonización europea-estadounidense
En 1804 el presidente Thomas Jefferson escribió a William Dunbar encomendándole la tarea de montar la primera expedición científica de los territorios situados en la parte baja de la compra de Luisiana, ya que consideraba que el río era «en verdad, al lado del Misuri, el agua más interesante del Misisipi». Ese viaje fue alterado drásticamente debido a la fricción con los indios osage y con oficiales coloniales españoles, resultando un viaje más corto de apenas tres meses. Jefferson sancionó cuatro de tales expediciones por completo: la famosa expedición de 1804 del Cuerpo del Descubrimiento de Lewis y Clark al territorio al norte de la compra de Luisiana; la expedición del río Rojo de Willam Dunbar de 1804; la expedición Río Rojo (1806) de Thomas Freeman y Peter Custis; y la expedición de Pike en 1806-1807.
En 1806, Jefferson encargó nuevamente otra expedición Río Rojo a Freeman y Custis. Después de haber desenroscado el laberinto de bayous y pantanos en la confluencia del río, y superado el "Great Raft" (gran balsa) de los troncos atascados, la expedición fue detenida y obligada a regresar de vuelta río abajo por las tropas españoles cerca de lo que hoy es New Boston, Texas.
En 1806, el teniente Zebulon Pike, con órdenes de determinar la fuente del río Rojo, remontó el río Arkansas, hizo su camino río abajo en lo que resultó ser el río Grande y también fue capturado y enviado a casa por las autoridades españolas. Una exploración más exitosa del curso superior del río hasta ambas fuentes fue la expedición de 1852 liderada por el capitán Randolph Barnes Marcy, asistido por el ascendido capitán George B. McClellan. Este último fue un importante general en la guerra civil americana.
En abril de 1815, el capitán Henry Miller Shreve fue la primera persona que llevó un barco de vapor, el Enterprise, río arriba por el río Rojo. Fulton y Livingston, que reivindicaban el derecho exclusivo de navegar en aguas de Luisiana en barco de vapor, demandaron a Shreve en el Tribunal de Distrito de Nueva Orleans. El juez dictaminó que el monopolio reivindicado por los demandantes era ilegal. Esta decisión, junto con un resultado similar en la causa Gibbons v. Ogden liberó la navegación en cada río, lago o puerto en los Estados Unidos de la interferencia de los monopolios.
Cuando John Quincy Adams fue nombrado secretario de Estado en 1817, uno de sus principales prioridades era negociar los límites de la compra de Luisiana con España. Negoció con el ministro español de los Estados Unidos, Luis de Onis, y finalmente concluyó el tratado Adams-Onís, también conocido como el Tratado de 1819. El tratado estableció la orilla sur del río como frontera entre los Estados Unidos y España. Ese límite continuó siendo reconocido cuando México obtuvo su independencia de España, y de nuevo cuando Texas se independizó de México. Se mantiene así hasta el presente, siendo la frontera entre Texas y Oklahoma.

En Luisiana, el área de la actual parroquia de Natchitoches fue colonizada desde antes de 1800 por criollos franceses y personas de raza mixta criollos de Luisiana. El Cane River National Heritage Area marca esta área de influencia, con plantaciones e iglesias fundadas por criollos de Luisiana. Algunos de los sitios fueron designados como destinos de la Louisiana African American Heritage Trail, diseñada en el siglo XXI. Durante casi cien años después de la guerra civil americana, algunas de las plantaciones fueron el centro de una gran vida comunitaria afroestadounidense y criolla, cuya gente vivió y trabajó en esta área durante generaciones.

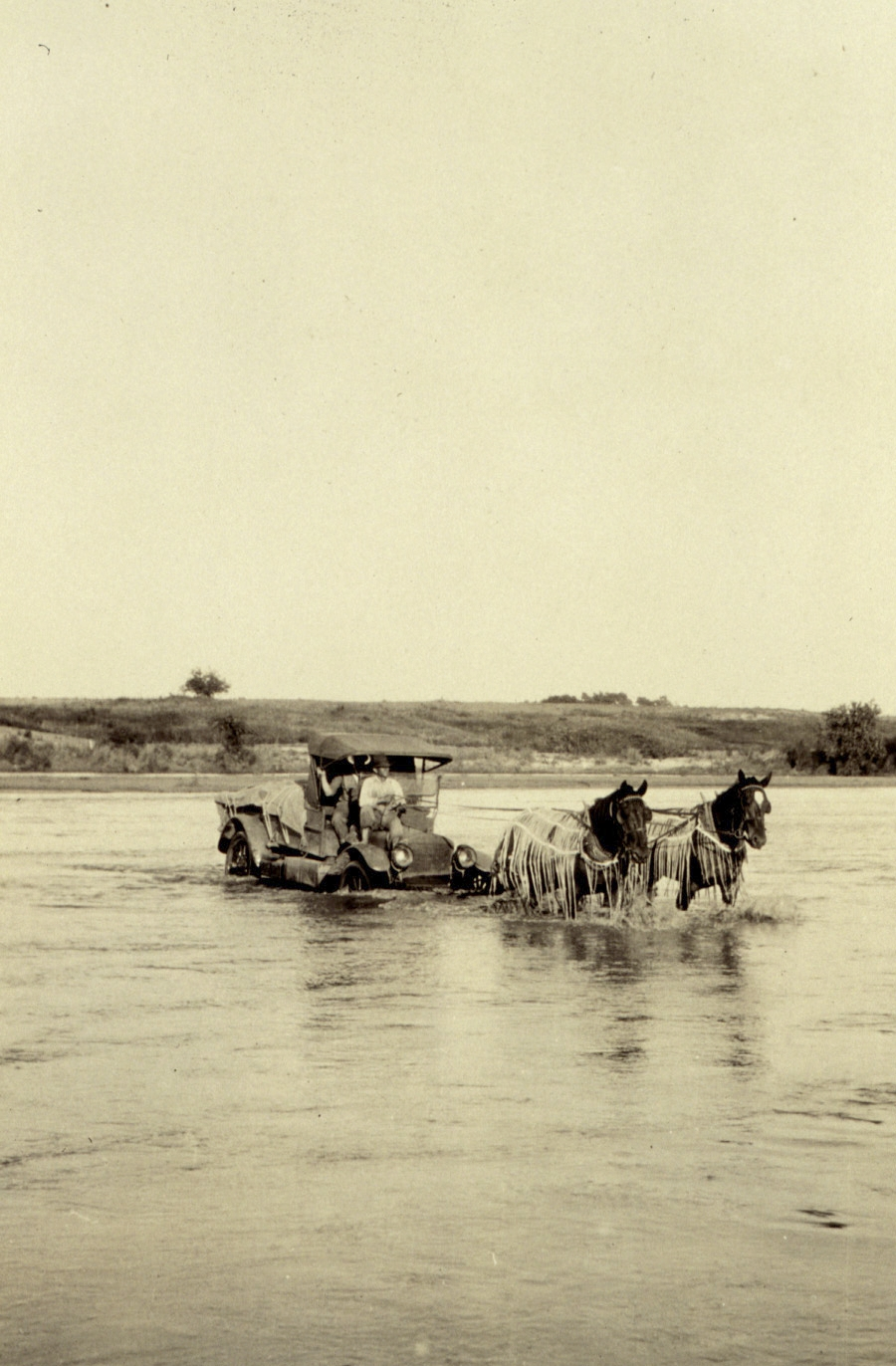
Vadeo del río Rojo cerca de Granite, Oklahoma, 1921.

El área a lo largo del curso bajo del río Rojo de la parroquia de Grant y las parroquias vecinas eran una mezcla de país de colinas y plantaciones de algodón, con plantadores blancos y agricultores de subsistencia, y numerosos esclavos afroestadounidenses que trabajan en las plantaciones en los años ante bellum. Fue una zona de calientes tensiones sociales e insurgencia durante y después de la era de la reconstrucción. Grant era una nueva parroquia creada por la legislatura de la Reconstrucción, que trataba de aumentar la representación del Partido Republicano. En 1873, la parroquia de Grant fue el sitio de la masacre de Colfax, causada por la tensión política y la violencia derivada de la disputada elección gubernativa de 1872 y los esfuerzos de los blancos locales para mantener la supremacía blanca. Milicias blancas organizadas de las parroquias cercanas, mataron a más de 100 hombres libres, algunos de los cuales se habían entregado como prisioneros.
En 1874, este tipo de milicias organizadas en forma de la Liga Blanca en la parroquia de Grant, y otros capítulos se fundaron pronto a lo largo del estado. La masacre de Coushatta fue atribuida a la Liga Blanca, que atacó a funcionarios republicanos para echarlos fuera. Los grupos paramilitares intimidaron y aterrorizaron a los libertos para evitar que llegasen a las urnas, y a finales de los años 1870, los conservadores del Partido Demócrata habían retomado el control político del estado.

### Great Raft
Gran parte del curso del río en Luisiana fue innavegable a principios del siglo XIX debido a un grupo de árboles caídos que formaron una «gran balsa» durante 260 km de longitud. El capitán Henry Miller Shreve despejó el atasco en 1839. El río fue a partir de entonces navegable solo para pequeñas embarcaciones al norte de Natchitoches (Luisiana). 
El grupo de interés conocido como la «Asociación del valle del río Rojo» se formó para ejercer presión en el Congreso de los Estados Unidos para convertir el río en completamente navegable entre Alexandria (Luisiana) y Shreveport (Luisiana). Partidarios destacados del largo proyecto fueron los senadores demócratas de Luisiana Allen J. Ellender, J. Bennett Johnston, Jr. y Russell B. Long, el antiguo miembro del Congreso del cuarto distrito de Luisiana Joseph David "Joe D." Waggonner, Jr., y el reciente alcalde de Shreveport Littleberry Calhoun Allen, Jr. Este proyecto ha sido completado, y un sistema de esclusas permite ahora la navegación de barcazas hasta Shreveport, en el norte.
Por un error cartográfico, la tierra entre las bifurcaciones norte y sur fue reclamada por el estado de Texas y el gobierno federal. Originariamente llamado condado de Greer (Texas), la Corte Suprema de los Estados Unidos resolvió que pertenecía al gobierno federal, que en esos tiempos supervisaba el Territorio de Oklahoma. Este territorio fue más tarde incorporado al estado de Oklahoma, cuya frontera sur sigue ahora la bifurcación sur.
La bifurcación sur, que tiene unos 190 km, es generalmente llamada la Prairie Dog Town Fork. Se forma en el condado de Randall (Texas) cerca de la sede de condado de Canyon (Texas), por la confluencia de los arroyos intermitentes Palo Duro y Tierra Blanca. Fluye este-sudeste, a través del cañón de Palo Duro en el Parque Estatal del Cañón de Palo Duro, entonces pasado Newlin (Texas), para encontrarse con el límite del estado de Oklahoma. Desde ahí hacia el este, es normalmente llamado río Rojo, incluso antes de encontrarse con la bifurcación norte.